# Мемуары (Вальтер Скотт)
«Мемуары» или «Мемуары о ранней жизни сэра Вальтера Скотта, написанные им самим» (англ. Memoir of the Early Life of Sir Walter Scott, Written by Himself) — автобиографическое произведение британского писателя Вальтера Скотта, написанное в 1808—1811 годах и существенно переработанное в 1826 году. Было впервые опубликовано в 1837 году в составе биографии Скотта, изданной его зятем Джоном Локхартом. Является ключевым источником, рассказывающим о юности писателя.

## Содержание
Автор рассказывает историю своей семьи, уделяя много внимания прадеду-якобиту Вальтеру Скотту, деду-вигу Роберту Скотту, отцу-адвокату Вальтеру Скотту, предкам по женской линии Халибертонам. Затем он пишет о своей жизни от рождения до 22 лет, рассказывая в том числе, как формировались его вкусы и увлечения. Мемуары заканчиваются на том моменте, когда Скотт, окончив Эдинбургский университет, стал адвокатом и в силу этого получил статус джентльмена.

## Создание и оценки
Известно, что Скотт начал работу над мемуарами 26 апреля 1808 года. Дойдя до рассказа о своём пребывании в Бате, он сделал перерыв, в конце 1810 или начале 1811 года вернулся к воспоминаниям, а потом снова их забросил. В 1826 году Скотт написал ещё ряд разрозненных фрагментов, одни из которых должны были стать частями основного текста, а другие предназначались для сносок. Работа осталась незаконченной, при жизни автора она не публиковалась.
Зять писателя Джон Локхарт, работая над его биографией, случайно нашёл рукопись «Мемуаров» в старом шкафу в Эбботсфорде. Он включил текст в свою книгу в качестве первой главы, подвергнув его существенному редактированию. В 1981 году свет увидело первое альтернативное издание, подготовленное Дэвидом Хьюиттом.
Первые рецензенты оценили мемуары Скотта очень высоко. О них писали как о лучшей части книги Локхарта, как о самом увлекательном образце жанра из всех известных. Встречались и мнения о том, что мемуарам не достаёт искренности. Позже редактор книг Скотта Эндрю Лэнг выразил сожаление о том, что писатель не расширил в 1826 году написанное до полной автобиографии, поскольку такое произведение было бы «более ценным во всех смыслах, чем поздние романы».